# Tom Riley

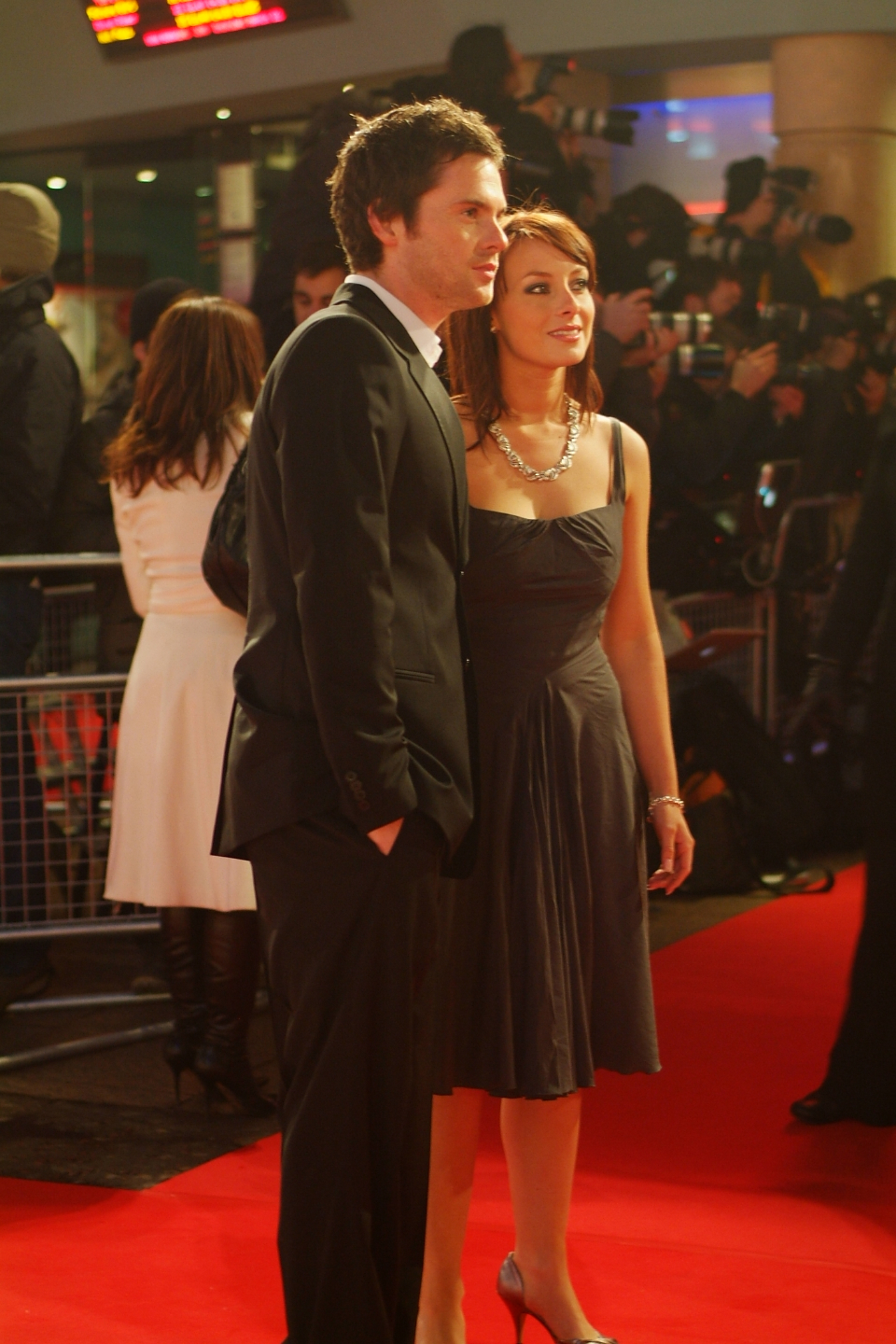
Tom Riley bei der Filmpremiere von I Want Candy im März 2007

Tom Riley (* 5. April 1981 in Maidstone, Kent) ist ein britischer Schauspieler.

## Leben und Karriere
Tom Riley wurde im April 1981 in Maidstone, der Hauptstadt der englischen Grafschaft Kent, geboren. Bereits mit vier Jahren entdeckte er seine Leidenschaft für das Theater. Er schrieb und inszenierte während seiner Schulzeit mehrere Theaterstücke. 2002 schloss er sein Studium an der University of Birmingham in englischer Literatur und Theater ab. Im Anschluss besuchte er die London Academy of Music and Dramatic Art, wo er eine Ausbildung zum Schauspieler absolvierte. Sein Filmdebüt gab er 2006 im englisch-französischen Film A Few Days in September. 2007 spielte er in der Filmkomödie I Want Candy neben Carmen Electra seine erste Hauptrolle. Im gleichen Jahr übernahm er im Direct-to-Video-Horrorfilm Haunted Hill – Die Rückkehr in das Haus des Schreckens, der Fortsetzung von Haunted Hill aus dem Jahr 1999, die Rolle von Amanda Righettis Freund Paul.
2009 folgte die irische Komödie Zwei Hochzeiten und ein Liebesfall, in der Riley den Freund von Sally Hawkins’ Figur darstellte, und eine Rolle in Die Girls von St. Trinian 2 – Auf Schatzsuche, der Fortsetzung von Die Girls von St. Trinian aus dem Jahr 2007. Neben seinen beiden Rollen in den Miniserien Wenn Jane Austen wüsste (2008) und Bouquet of Barbed Wire (2010) war er 2007 und 2008 in Hauptrollen in den Fernsehfilmen Agatha Christie’s Marple – Tödlicher Irrtum und Agatha Christie’s Poirot – Der Tod wartet sowie 2008 und 2011 als Gastdarsteller in den Serien Lewis – Der Oxford-Krimi und Bedlam zu sehen. Seine erste Hauptrolle in einer Fernsehserie übernahm er von 2011 bis 2012 als Dr. Lawrence Shepherd in Dr. Monroe. Ebenfalls trat er in Theaterstücken auf, darunter im Ethel Barrymore Theatre in Tom Stoppards Arkadien und im Royal Court Theatre in David Hares Zeitfenster.
Von März 2013 bis Oktober 2015 porträtierte Riley den berühmten Künstler und Erfinder Leonardo da Vinci in der Action-Historienserie Da Vinci’s Demons. Die Serie war eine Koproduktion zwischen der britischen Rundfunkanstalt BBC und dem US-amerikanischen Kabelsender Starz. 2014 übernahm er in der Episode Robot of Sherwood der langlebigen Science-Fiction-Serie Doctor Who die Gastrolle des Robin Hood.
Im September 2017 heiratete Riley seine US-amerikanische Schauspielkollegin Lizzy Caplan. Das Paar hatte sich im Januar 2015 in London kennen gelernt und 2016 in New York verlobt.

## Filmografie (Auswahl)
- 2006: A Few Days in September (Quelques jours en septembre)
- 2007: I Want Candy
- 2007: Agatha Christie’s Marple – Tödlicher Irrtum (Ordeal by Innocence, Fernsehfilm)
- 2007: Haunted Hill – Die Rückkehr in das Haus des Schreckens (Return to House on Haunted Hill)
- 2008: Lewis – Der Oxford Krimi (Lewis, Fernsehserie, Episode 2x01)
- 2008: Wenn Jane Austen wüsste (Lost In Austen, Miniserie)
- 2008: Agatha Christie’s Poirot – Der Tod wartet (Appointment with Death, Fernsehfilm)
- 2009: Zwei Hochzeiten und ein Liebesfall (Happy Ever Afters)
- 2009: Die Girls von St. Trinian 2 – Auf Schatzsuche (St. Trinian’s II: The Legend of Fritton’s Gold)
- 2010: Bouquet of Barbed Wire (Miniserie, 3 Episoden)
- 2011: Bedlam (Fernsehserie, Episode 1x04)
- 2011–2012: Dr. Monroe (Monroe, Fernsehserie, 11 Episoden)
- 2013–2015: Da Vinci’s Demons (Fernsehserie, 28 Episoden)
- 2014: Doctor Who (Fernsehserie, Episode 8x03)
- 2015: Kill Your Friends
- 2021: The Nevers (Fernsehserie)
- 2022: The Woman in the House Across the Street from the Girl in the Window (Fernsehserie, 8 Episoden)
- 2023: Die Caine-Meuterei vor Gericht (The Caine Mutiny Court-Martial)